# Benton City (Missouri)
Benton City és una població dels Estats Units a l'estat de Missouri. Segons el cens del 2000 tenia 122 habitants.

## Demografia
Segons el cens del 2000, Benton City tenia 122 habitants, 53 habitatges, i 38 famílies. La densitat de població era de 471 habitants per km².
Dels 53 habitatges en un 24,5% hi vivien nens de menys de 18 anys, en un 62,3% hi vivien parelles casades, en un 3,8% dones solteres, i en un 28,3% no eren unitats familiars. En el 22,6% dels habitatges hi vivien persones soles el 5,7% de les quals corresponia a persones de 65 anys o més que vivien soles. El nombre mitjà de persones vivint en cada habitatge era de 2,3 i el nombre mitjà de persones que vivien en cada família era de 2,66.
Per edats la població es repartia de la següent manera: un 20,5% tenia menys de 18 anys, un 13,1% entre 18 i 24, un 27% entre 25 i 44, un 25,4% de 45 a 60 i un 13,9% 65 anys o més.
L'edat mediana era de 38 anys. Per cada 100 dones de 18 o més anys hi havia 125,6 homes.
La renda mediana per habitatge era de 41.250 $ i la renda mediana per família de 42.000 $. Els homes tenien una renda mediana de 24.861 $ mentre que les dones 18.750 $. La renda per capita de la població era de 16.112 $. Cap de les famílies estaven per davall del llindar de pobresa.

## Poblacions més properes
El següent diagrama mostra les poblacions més properes.